# Warwick Farm Raceway
Der Warwick Farm Raceway war eine Motorsport-Rennstrecke in Liverpool City in Australien. Sie wurde von 1960 bis 1973 verwendet und war Austragungsort verschiedener Rennserien, darunter mehrmals der Große Preis von Australien.

## Geschichte

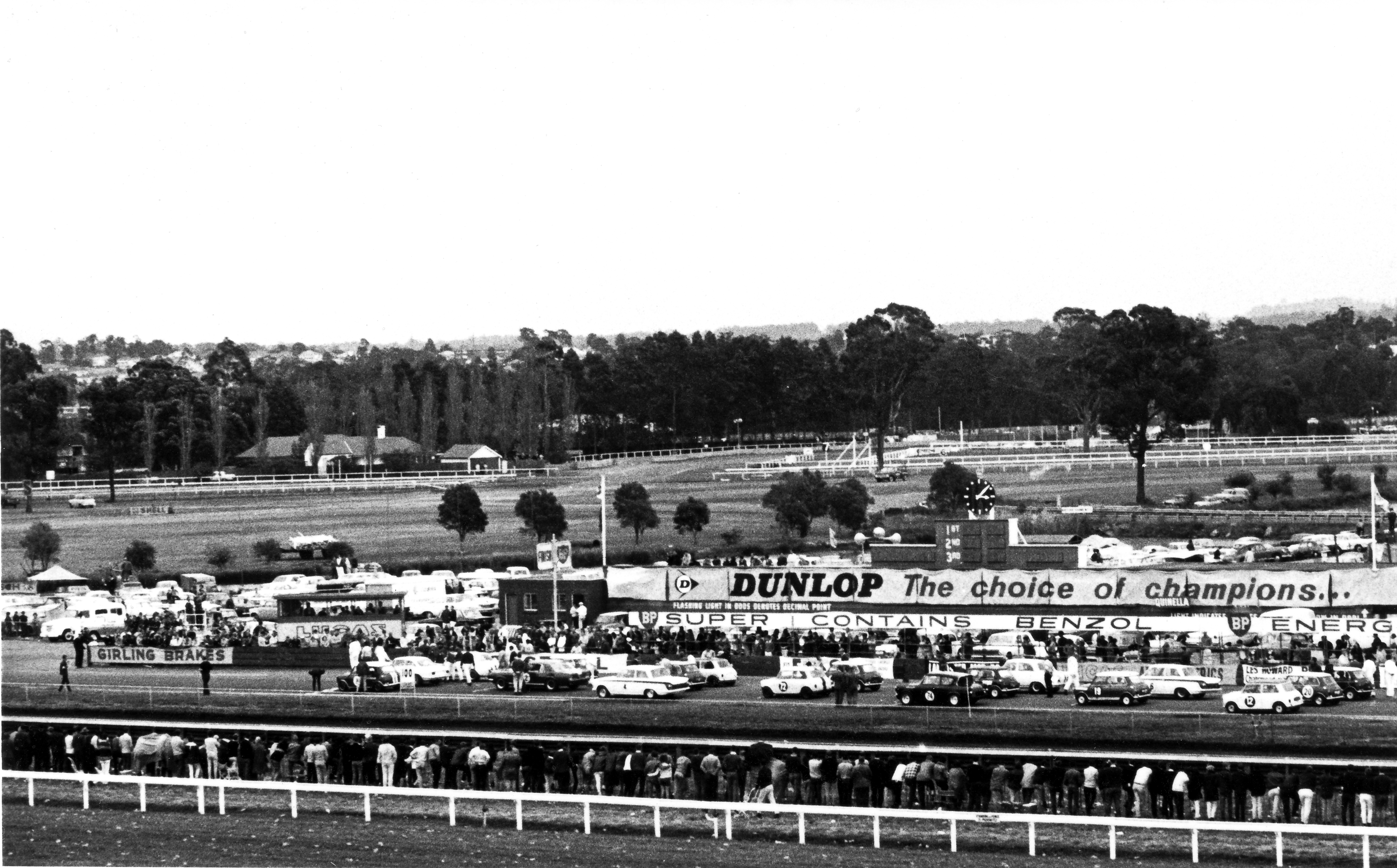
Warwick Farm Raceway 1965

Die Strecke entstand in den 1960er Jahren und wurde innerhalb und neben einer Pferderennstrecke des Australian Jockey Club von einer Gruppe von Motorsportenthusiasten erbaut. Die beiden Kurse koexistierten über die Jahre, wobei bei Rennveranstaltungen temporäre Kreuzungen installiert werden mussten. Trotzdem war der Vertrag für beide Seiten vorteilhaft, da die Einnahmen der Autorennen die niedrigen Zuschauerzahlen der Pferderennen kompensierten. Beim der Planung des Kurses war Geoff Sykes, Mitglied des British Automobile Racing Club, beteiligt. Mit der Eröffnung im Jahr 1960 kamen im Laufe der Jahre verschiedene Rennen nach Warwick Farm, auch wenn der Versuch einen Großen Preis der Formel-1 dort auszurichten, scheiterte.
Mit der Zeit kam es aufgrund der Sicherheitsstandards zu Problemen. So kam im Jahr 1968 der australische Formula-Vee-Pilot Dave Carter bei einem Trainingsunfall ums Leben als sein Wagen von der Strecke abkam und sich in einen der Teiche auf dem Gelände überschlug, wobei der im Wagen eingeklemmte Pilot dabei ertrank. Der Australische-Motorsport-Dachverband verlangte die Installierung neuer Leitplanken, was der Jockey Club aus finanziellen Gründen ablehnte. Dementsprechend wurde im August 1973 das letzte Autorennen dort ausgetragen.
Nach der Schließung wurde der Short Circuit noch einige Jahre als Austragungsort eines Marathons und für Fahrschulungen genutzt. Doch auch dieser Kurs wurde einige Jahre später aufgegeben und durch eine neue Pferderennbahn ersetzt. Heutzutage ist fast nichts mehr von dem Kurs übrig, lediglich ein paar Teile des Belags sind sichtbar. Die Boxengebäude sind verlassen.

## Die Strecke
Der Kurs erfüllte mit 3,6 Kilometern Länge die FIA-Kriterien für Formel-1-Rennstrecken und war aufgrund der guten Anbindung an die Stadt gut besucht. Auch wenn damals noch kein Rennen der Königsklasse in Australien ausgetragen wurde, waren auf dem Kurs immer wieder bekannte Fahrer wie Jim Clark und Graham Hill zugegen.

## Veranstaltungen
Insgesamt vier Mal wurde der Große Preis von Australien dort ausgetragen, wobei bekannte Fahrer wie Jack Brabham, Jackie Stewart und Stirling Moss diesen gewinnen konnten. Auch die Tasman-Serie und das Australian Drivers’ Championship hielten Rennen auf der Strecke ab.